# Paris-Roubaix 1952
Paris-Roubaix 1952 a fost a 50-a ediție a Paris-Roubaix, o cursă clasică de ciclism de o zi din Franța. Evenimentul a avut loc pe 13 aprilie 1952 și s-a desfășurat pe o distanță de 247 de kilometri de la Paris până la velodromul din Roubaix. Câștigătorul a fost Rik Van Steenbergen din Belgia.

## Rezultate
| Loc | Ciclist                   | Timp       |
| --- | ------------------------- | ---------- |
| 1   | Rik Van Steenbergen (BEL) | 5h 50' 31" |
| 2   | Fausto Coppi (ITA)        | +0' 00"    |
| 3   | André Mahé (FRA)          | +0' 11"    |
| 4   | Ferdinand Kübler (SUI)    | +0' 57"    |
| 5   | Jacques Dupont (FRA)      | +0' 57"    |
| 6   | Désiré Keteleer (BEL)     | +1' 04"    |
| 7   | Louison Bobet (FRA)       | +1' 23"    |
| 8   | Robert Varnajo (FRA)      | +1' 23"    |
| 9   | Loretto Petrucci (ITA)    | +1' 23"    |
| 10  | Antonin Rolland (FRA)     | +1' 23"    |